# Marius Zibolis
Marius Zibolis (* 14. Oktober 1974 in Vilkaviškis, Litauische SSR; † 18. Januar 2023) war ein litauischer Goalballspieler.

## Leben
Zibolis spielt seit 1989 Goalball. 1998 erreichte er mit der litauischen Goalballnationalmannschaft den dritten Platz bei den Goalballweltmeisterschaften in Madrid. 2001 gewann er bei den Goalballeuropameisterschaften den zweiten Platz und somit Silber. Im selben Jahr wurde ihm von dem litauischen Präsidenten der Orden des Großfürsten Gediminas (5. Grad) verliehen. 2002 erreichte Zibolis mit der litauischen Goalballnationalmannschaft den zweiten Platz bei Weltmeisterschaften in Rio de Janeiro. Vier Jahre später gelang es ihnen die Weltmeisterschaften in Spartanburg zu gewinnen.
2000 nahm Zibolis erstmals an den Paralympischen Spielen teil und gewann dort mit seiner Mannschaft eine Bronzemedaille. 2004 in Athen konnte er diesen Erfolg jedoch nicht wiederholen. Erst 2008 in Peking gewannen er und seine Mannschaft wieder eine Medaille (Silber).
Zibolis lebte in Vilnius.

## Erfolge
Sommer-Paralympics
- 2000 Sydney: Bronze
- 2008 Peking: Silber
- 2020 Tokio: Bronze

Andere Internationale Wettbewerbe
- 1998 IBSA World Goalball Championships, Madrid: Bronze
- 2001 IBSA European Goalball Championships, Budapest: Silber
- 2002 IBSA World Goalball Championships, Rio de Janeiro: Silber
- 2006 IBSA World Goalball Championships, Spartanburg: Gold